# Merchant Marine Mariner's Medal
La Merchant Marine Mariner's Medal (en français : Médaille du marin de la marine marchande), en abrégé MMMM, est une décoration civile de la marine marchande des États-Unis (USMM).
Parce que la marine marchande n'est pas considérée comme une branche des Forces armées américaines dépendant du Department of Defense (DoD), la Purple Heart n'est donc pas disponible pour les marins marchands, à ce titre, la Merchant Marine Mariner's Medal a été créé par une loi du Congrès le 10 mai 1943 pour résoudre ce dilemme.
Attribuée seulement aux membres de la Marine marchande des États-Unis, la Merchant Marine Mariner's Medal reconnaît les marins qui ont été tués ou blessés à la suite directe d'un conflit contre une force d'opposition armée.
En particulier, elle est attribuée à un marin qui, tout en servant sur un navire au cours d'une période de la guerre est blessé, subit un dommage physique ou souffre par une exposition dangereuse à la suite d'un acte d'un ennemi des États-Unis.
Dans le cas où un marin meurt de ses blessures avant que la sentence n'ait pu être fait pour lui, la médaille peut être présentée à la personne nommée dans la politique des risques de guerre comme bénéficiaire.
6635 Merchant Marine Mariner's Medal ont été attribuées pour le service pendant la Seconde Guerre mondiale.
Toutes les attributions de la Merchant Marine Mariner's Medal ont été suspendues le 30 juin 1956 et n'a pas été attribué dans les conflits américaines ultérieures.
Bien que la Merchant Marine Mariner's Medal est considérée comme une décoration de l'administration fédérale, elle peut être porté sur les uniformes des militaires actifs.

## Conception
Conçu par Paul Manship, les récompenses suivantes de la médaille sont représentées par des étoiles d'or de 5/16e de pouce apposées à la fois sur le ruban de suspension et sur la barre de ruban.
Ceci est également utilisés pour la Merchant Marine Distinguished Service Medal (Médaille pour services distingués de la marine marchande) et de la Merchant Marine Meritorious Service Medal (Médaille pour service méritoire de la marine marchande).
L'identification d'une Merchant Marine Mariner's Medal originale de la Seconde Guerre mondiale peut se faire par la visualisation d'un petit triangle sépare «United» et «States», les rééditions n'ayant qu'un petit point. Également sur les originales, les initiales du concepteur "PM" (Paul Manship) sont en dessous de la couronne, de chaque côté de la manchette, les rééditions ultérieures de la médaille en sont dépourvus.

## Sources
- (en) Cet article est partiellement ou en totalité issu de l’article de Wikipédia en anglais intitulé « Merchant Marine Mariner's Medal » (voir la liste des auteurs).